# Structuuranalyse
Structuuranalyse is de natuurwetenschap die de chemische structuur van stoffen onderzoekt, in het bijzonder die van kristallen en moleculen. Het identificeren van de onderdelen waaruit een materiaal is opgebouwd wordt materiaalkarakterisering genoemd. 
Als onderdeel van de scheikunde, is chemische structuuranalyse de wetenschappelijke discipline bij uitstek waarbij men geïnteresseerd is in de interactie van elektromagnetische straling met materie. Structuuranalisten houden zich dan ook bezig met verschillende vormen van spectroscopie. Elektromagnetische straling of licht zal bij interactie met materie dikwijls informatie geven over zowel de structuur of ruimtelijke ordening van de functionele groepen, samenstelling als de ordening van moleculen in een kristal. Dit is mogelijk omdat in tegenstelling tot de macroscopische wereld (waar alle grootheden continu veranderlijk zijn; een auto kan, bij wijze van spreken, alle snelheden aannemen), de grootheden in de microscopische wereld discreet of discontinu zijn: elektronen kunnen slechts bepaalde energieën hebben en wordt γ-straling uitgezonden met een karakteristieke golflengte. De soort informatie die men met spectroscopie verkrijgt, hangt af van de gebruikte energie van de elektromagnetische straling en gaat van radiogolven over zichtbaar licht tot röntgenstraling (ook wel X-straling genoemd).

## Structuuranalyse van bulkmaterialen, gemengde vaste stoffen en anorganische producten
Bij structuuranalyse van bulkmaterialen, gemengde vaste stoffen en anorganische stoffen, zoals keramiek en metalen, heeft men informatie nodig op atomair niveau: ligging van de afzonderlijke atomen ten opzichte van elkaar, alsook hoeveelheid en grootte van roosterdefecten. Men gebruikt technieken zoals röntgendiffractie (met Monte-Carlosimulatie van de samenstelling), XPS en secundaire ionenmassaspectrometrie (SIMS). Hierdoor verkrijgt men de atomaire samenstelling op verschillende dieptes (in de orde van micrometers en kleiner). Dergelijke technieken zijn van uitzonderlijk belang voor oppervlaktekarakterisering: grensoppervlakken van kristallen en bulkmaterialen hebben andere (soms zelfs tegengestelde) eigenschappen dan de rest van het materiaal. Daarom dient men vaak de atomaire samenstelling te kennen van de verschillende atomaire lagen aan het oppervlak, om bijvoorbeeld de hechting van materialen, zoals plastiek aan glas, te bestuderen.

## Structuuranalyse van zuivere organische stoffen

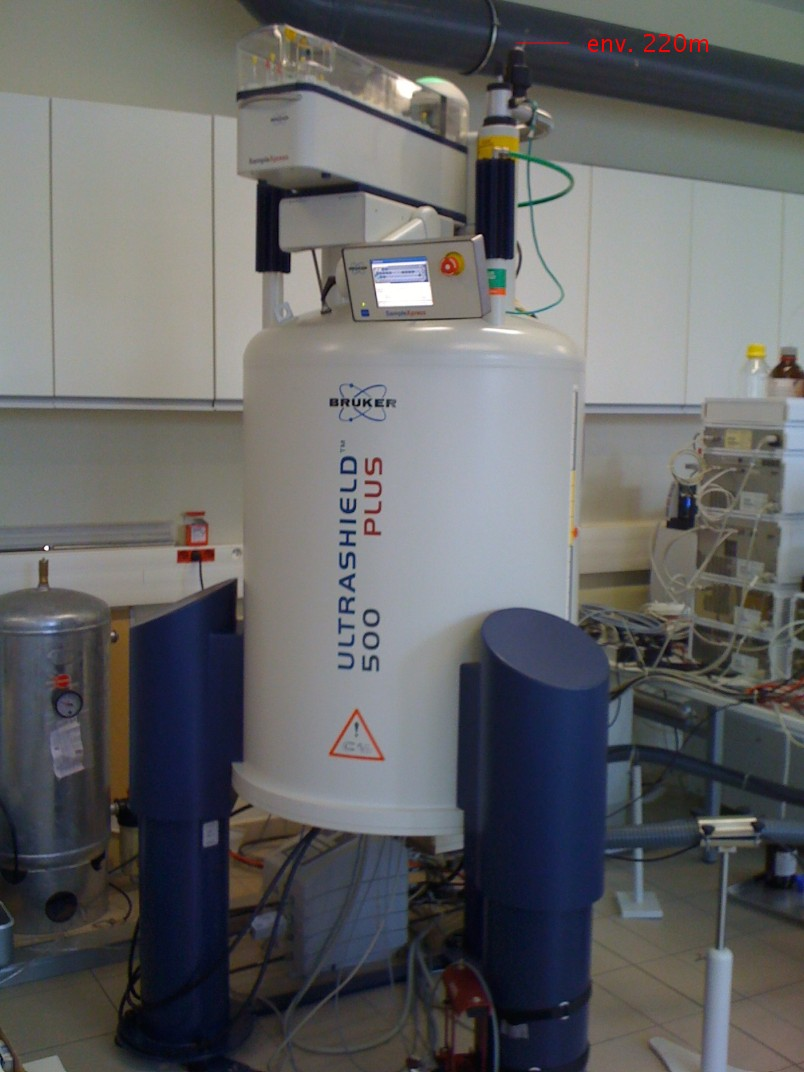
Met een NMR-spectrometer kan de structuur van een onbekende organische verbinding opgehelderd worden.

Bij structuuranalyse van zuivere organische producten is men vooral geïnteresseerd in de ruimtelijke ligging van de functionele groepen. Vibrationeel spectroscopische technieken zoals Ramanspectroscopie en infraroodspectroscopie geven banden die karakteristiek zijn voor welbepaalde functionele groepen. Bandverschuivingen treden in de spectra op als gevolg van een verschillende moleculaire omgeving van de functionele groep in kwestie. Zo geeft een cis C=C dubbele binding (vb. Z-2-buteen) een Raman band bij 1655 cm−1, terwijl een trans C=C dubbele binding een band geeft in de nabijheid van 1670 cm−1. Bovendien zijn de signalen in de Raman spectra van vaste stoffen afhankelijk van de kristaloriëntatie (en dus ook de kristalstructuur).
Voorts zijn technieken als NMR spectroscopie en massaspectrometrie (met de vele verschillende varianten zoals elektronspray massaspectrometrie (ES-MS)) uitermate geschikt voor structuuranalyse. De signalen in NMR-spectra zijn sterk afhankelijk van de ruimtelijke omgeving van de onderzochte 1H en 13C atomen. Elektronspray massaspectrometrie geeft dan weer de massa's weer van karakteristieke structuurelementen in het onderzochte product.
Om de uiteindelijke structuur van een product te ontrafelen zal men quasi altijd de resultaten van dergelijke diverse spectroscopische technieken samenleggen.

## Structuuranalyse door reacties
Bij de analyse naar de structuur van een welbepaald product, is de eerste stap altijd het nagaan of men een zuiver startproduct heeft. Dit is mogelijk via chromatografische technieken als dunnelaagchromatografie (of TLC in het vakjargon) en hogedrukvloeistofchromatografie of via de bepaling van fysische eigenschappen, zoals kookpunt (bepaling door destillatie).
Reacties kunnen eveneens gebruikt worden voor het achterhalen van de structuur van een product. Men vertrekt van een product waarvan men de eigenschappen niet kent. Vervolgens wijzigt men in één of meerdere stappen enkele functionele groepen van de molecule (of zelf de volledige ruimtelijke structuur), totdat men uiteindelijke een molecule of enkele fragmenten van de oorspronkelijke molecule bekomt, waarvan men de eigenschappen wel kent. Via de uitgevoerde reacties weet men hoe de oorspronkelijke 3D-structuur eruitziet. Voor de herkenning van de gewijzigde (deel)molecule(n) maakt men gebruik van fysische eigenschappen zoals kleur, oplosbaarheid, dampdruk, kookpunt, smeltpunt, vlampunt of draaiinghoek van gepolariseerd licht. Tevens kan men ook gebruikmaken van chemische eigenschappen zoals reactiesnelheden, evenwichtsconcentraties.
Zie bijvoorbeeld het hypothetisch voorbeeld bij de chlorering van propaan de volgende reactieproducten:
CH3CH2CH3 + Cl2 → CH3CH2CH2Cl + CH3CHClCH3 (onder invloed van licht)
Stel dat je niet weet welk product of welke producten er ontstaan en dat je het kookpunt weet van 1-propanol en/of isopropanol. Daarom moet je:
1. nagaan of er zuiver product bekomen is: veronderstel dat je van de ontstane substantie een fysische eigenschap zoals het kookpunt bepaalt. Men stelt vast dat de oplossing verdampt (36 °C) terwijl een tweede fase achterblijft, die pas bij een hogere temperatuur (47 °C) kookt. Er is geen zuiver product bekomen en men weet niet welk product welk kookpunt heeft. De twee producten worden gescheiden door destillatie.
2. reactie: met behulp van een zwakke base worden de chloorgroepen omgezet in alcoholgroepen. Deze reactie wordt verkozen omdat je het kookpunt van de alcoholen al kent uit ervaring of eerdere experimenten.
CH3CH2CH2Cl + OH− → CH3CH2CH2OH + Cl−
CH3CHClCH3 + OH− → CH3CHOHCH3 + Cl−
3. Uit de bepaling van de kookpunten van beide fracties volgt dat het eerste product overeenkomt 1-propanol. Vermits de alcoholgroep voorkomt op het einde van de koolstofketen en vermits de reactie met de zwakke base de alcoholgroep heeft ingevoerd, weet men dat op het einde van de koolstofketen een chloorgroep voorkomt: met ander woorden het eerste product is 1-chloorpropaan. Het analoge geldt voor de tweede fractie.

### Historisch belang
Een dergelijke werkmethode is vaak tijdrovend, zeker bij complexere producten. Voor structuuranalyse door middel van reacties is immers een degelijke kennis van reacties nodig, goed ruimtelijk inzicht, alsook een gezonde dosis geluk om successen te behalen. Historisch gezien was deze werkmethode van zeer groot belang. Voor de jaren 1960 duurde het nog jaren om de structuur van 1 eiwit te achterhalen (vb. de zuurstofbindende eiwit hemoglobine). Vermits men toen nog niet over de huidige technieken beschikte, kon men enkel gebruikmaken van reacties voor het achterhalen van de structuur van eiwitten. Dergelijk grote moleculen, werden dan zo goed mogelijk opgesplitst in kleinere deelstructuren om het probleem stapsgewijs op te lossen. Tegenwoordig gebruikt men echter meer en meer spectroscopische technieken. Vooral NMR en massaspectrometrie worden nu voor structuuranalyse bij eiwitten gebruikt. Voor andere organische stoffen worden vooral ook vibratiespectroscopische technieken (Raman- en Infraroodspectroscopie) bijkomend gebruikt.

## Computationele chemie
Computationele chemie is een deel van de theoretische chemie die met behulp van computers aan de hand van een aantal fysische wetten, de eigenschappen van materie voorspelt. Computationele chemie is in staat om zowel de structuur als de spectra van moleculen te voorspellen. Voor kleine moleculen maakt men gebruik van kwantumchemie en ab-initio rekenmethoden zoals Møller-Plesset perturbatietheorie en Dichtheidsfunctionaaltheorie (Density Functional Theory  of DFT). Voor grotere moleculen daarentegen, maakt men gebruik van moleculaire modellering, terwijl men voor analyse bulkmaterialen gebruikmaakt van Monte-Carlosimulaties.